# Prix artistique Sobey
Pour les articles homonymes, voir Sobey.
Le prix Sobey est un prix canadien en arts visuels offert pour la première fois en 2002 par la Fondation Sobey pour les arts. Il récompense les artistes canadiens de moins de 40 ans en art contemporain.

## Histoire
Le prix Sobey est un prix canadien en arts visuels offert pour la première fois en 2002 par la Fondation Sobey pour les arts. La Fondation Sobey pour les arts est créée en 1981 et la Fondation Sobey, établie en Nouvelle-Écosse, est créée en 1982 par Frank H. Sobey (en) (1902-1985) et ses trois fils. Frank H. Sobey est un homme d'affaires originaire de la Nouvelle-Écosse connu pour avoir démarré la chaîne d'épiceries Sobeys en 1946. Sa collection d’œuvres d'artistes canadiens est présentée dans son ancienne résidence, la maison Crombie située à Pictou, en Nouvelle-Écosse,. 
Le prix Sobey naît en 2001 à la suite de la proposition de Donald R. Sobey, fils de Frank H. Sobey, président du conseil d'administration de la Fondation Sobey pour les arts et du Musée des beaux-arts du Canada, à Pierre Théberge, directeur du Musée des beaux-arts du Canada, de créer un prix prestigieux dans le but de valoriser l'art contemporain et les artistes canadiens. Le Musée des beaux-arts de la Nouvelle-Écosse administre le prix Sobey jusqu'en décembre 2015, date à partir de laquelle le Musée des beaux-arts du Canada en devient l'institution administratrice,. Au sujet de ce transfert, Rob Sobey, fils de Donald R. Sobey et président de la Fondation Sobey pour les arts, souligne que cette institution muséale canadienne de réputation internationale valorise la vocation nationale de la Fondation et accentue la notoriété du prix. 
Le prix est décerné tous les deux ans jusqu'en 2006, date à laquelle il devient un prix annuel. La liste préliminaire totalise 25 artistes, de moins de 40 ans, répartis selon les cinq régions du Canada, telles que désignées par la Fondation Sobey, soit la Côte-Ouest et le Yukon, les Prairies et le Nord, l'Ontario, le Québec et l'Atlantique. Les gagnants de chacune des régions composent la liste des cinq finalistes. En 2019, le lauréat reçoit 100 000 $, les quatre autres finalistes reçoivent 25 000 $ et les 20 autres artistes reçoivent chacun 2 000 $. En 2020, dans le contexte de la pandémie de Covid-19, la Fondation Sobey pour les arts ne désigne aucun gagnant, mais offre 25 000 $ à chacun des 25 artistes de la liste préliminaire du concours afin de soutenir financièrement un plus grand nombre d'artistes,.

## Liste des lauréats
- 2002 : Brian Jungen (Côte-Ouest et Yukon)
- 2004 : Jean-Pierre Gauthier (Québec)
- 2006 : Annie Pootoogook (Prairies et le nord)
- 2007 : Michel de Broin (Québec)
- 2008 : Tim Lee (Côte-Ouest et Yukon)
- 2009 : David Altmejd (Québec)
- 2010 : Daniel Barrow (Côte-Ouest et Yukon)
- 2011 : Daniel Young & Christian Giroux (Ontario)
- 2012 : Raphaëlle de Groot (Québec)
- 2013 : Duane Linklater (Ontario)
- 2014 : Nadia Myre  (Québec)
- 2015 : Abbas Akhavan (Ontario)
- 2016 : Jeremy Shaw (Côte-Ouest et Yukon)
- 2017 : Ursula Johnson (Provinces de l’Atlantique)[11]
- 2018 : Kapwani Kiwanga (Ontario)[12]
- 2019 : Stephanie Comilang (Ontario)[13]
- 2020 : Michele Di Menna, Tsēmā Igharas, Carmen Papalia, Joseph Tisiga, Zadie Xa (Côte-Ouest et Yukon), asinnajaq, Jason de Haan, Luther Konadu, Amy Malbeuf, Freya Björg Olafson (Praires et Nord), Bambitchell, Sara Cwynar, Georgia Dickie, Jagdeep Raina, Catherine Telford Keogh (Ontario), Adam Basanta, Moridja Kitenge Banza, Manuel Mathieu, Caroline Monnet, Sabrina Ratté (Québec), Jordan Bennett, Melanie Colosimo, Graeme Patterson, Lou Sheppard, D’Arcy Wilson (Atlantique)[10]
- 2021 : Laakkuluk Williamson Bathory (en)[14]
- 2022 : Divya Mehra
- 2023 : Kablusiak[15]
- 2024 : Nico Williams[16]